# Faxanadu
Faxanadu es el título de un videojuego de la empresa Hudson Soft para la consola NES Nintendo (Famicom en Japón). Fue lanzado al mercado en el año 1987, siendo lanzado en América en 1989 y en Europa en 1990 (distribuido por Mattel. Fue desarrollando por Hudson Soft con licencia de Nihon Falcom.
Este título forma parte de la extensa franquicia de videojuegos Dragon Slayer, producido por Nihon Falcom y la cual se divide en distintas series, siendo este un spin-off de la subserie de Xanadu, el cual proviene la segunda entrega conocida en Japón como Xanadu: Dragon Slayer II. 
El juego presenta un estilo similar a juegos como Zelda II: The Adventure of Link o Castlevania II: Simon's Quest, en el que el jugador vivirá una búsqueda con elementos de fantasía donde visitará distintas ciudades y localizaciones aumentando sus características a modo de RPG mientras explora un mundo en 2D de forma horizontal.
La trama del juego gira en torno a una guerra entre Duendes y Elfos en el "World Tree" o Gran Árbol. El jugador, un viajero no identificado, vuelve a su hogar para encontrarlo desolado, y le es asignada la misión de recorrer el World Tree para acabar con la amenaza de los Duendes trayendo de nuevo la vida.
El título Faxanadu es un juego de palabras con la primera sílaba de Famicom (la NES en Japón) y Xanadu, el juego original del que proviene dicho título.

## Estilo de juego

### Botones y comandos
El juego hace uso de todos los botones del control de Nintendo. Las flechas de dirección son como sigue:
- Derecha/Izquierda : permite moverse de un lado a otro.
- Abajo: en el juego no es posible agacharse; sin embargo, al combinar este botón con el botón de ataque es posible activar un ítem especial. Además, sirve para bajar escaleras.
- Arriba: con este botón se abren las puertas. Además, sirve para subir escaleras. Al combinarse con el botón de ataque es posible usar un ataque mágico.
- A: botón de salto. El tiempo que se mantiene presionado el botón determina, hasta cierto punto, la altura del salto. En los diálogos, permite confirmas las selecciones.
- B: botón de ataque. Permite atacar con un arma que se tenga equipada. En los diálogos, permite abortar las selecciones.
- SELECT: accesa a un menú de armas e ítems.
- START: pausa.

Combinaciones especiales
- Usar ítem: en la caja superior derecha en la pantalla aparece un ítem seleccionado. Para hacer uso de él, se presiona Abajo + B.
- Usar magia: al haber equipado un ataque mágico es posible usarlo al presinar Arriba + B.

### Escenarios
A diferencia de otros juegos de plataforma que usan el sistema de pantallas de deslizamiento continuo (como el típico Mario Bros.), Faxanadu usa un sistema de deslizamiento completo. En este sistema, el jugador puede observar solamente la pantalla en la que se encuentra, y sólo puede afectar y ser afectado por los enemigos y eventos en ella. Sólo cuando el jugador alcanza uno de los bordes de la pantalla (por medio de un camino o escalera), esta es deslizada completamente, como en una proyección de diapositivas, para ser reemplazada por la pantalla siguiente, con su propia colección de ítems y enemigos.
Como los enemigos y ataques no pueden pasar de una pantalla a otra, es posible "atrapar" a los enemigos en los bordes de la pantalla y atacarlos ahí constantemente. Esto es muy útil en los escenarios del "tronco" del World Tree donde hay mucho espacio abierto y muchos enemigos voladores.
Un factor importante es que las acciones del jugador se conservan al pasar de una "diapositiva" a otra. Esto quiere decir que si el jugador sale de una pantalla durante un salto, el salto se completará en la pantalla siguiente (el jugador aparece "cayendo"). Similarmente, si el jugador está en sus últimos puntos de vida y es golpeado al mismo tiempo que es empujado de una pantalla, el daño se contará al entrar a la pantalla siguiente, lo que en casos drásticos hará que el jugador "entre muerto" en la siguiente pantalla.

### Menús
El menú principal del juego es accesible al presionar Select. Al hacer esto, los enemigos y el jugador son "suprimidos" de la imagen de la pantalla actual y sobre esta es superpuesto el menú, en negro con letras blancas, al estilo de una terminal de computadora. Los submenús actúan como pop-ups que se colocan sobre el menú principal.
Al salir del menú principal el jugador y sus enemigos son "repintados" sobre la pantalla y las acciones que estaban ejecutando siguen su lugar.

### Estados del Juego
A diferencia de otros juegos que utilizan una memoria para guardar el estado del juego, en Faxanadu el estado es guardado por medio del mantra o meditación, una forma de contraseña.
Al visitar a un Gurú, es posible meditar para obtener un Mantra. Cada Mantra guarda algunos datos acerca del estado del juego cuando se visitó al Gurú: los ítems guardados, el ítem especial activo, el "rango" y el equipamiento.
La experiencia y la cantidad de dinero no se guarda con el Mantra, reiniciando el juego los Mantra con una cantidad de dinero asignada en base al último "Rango" obtenido al visitar a un Gurú.

## Historia y trama
Una vez iniciado el juego, el Jugador ha de reunirse con el Rey para que le sea asignada la misión de resucitar al World Tree. El juego inicia con la tarea de alcanzar la localidad de Forepaw, donde deben ser abiertas tres fuentes que surten de agua pura a las localidades cercanas. Esta aventura puede ser descrita como avanzar por las "raíces" del World Tree: los mapas son fuertemente cerrados y adornados con tonos cafés y verde, además de la presencia de agua que no se encuentra en otras partes del juego.
Posteriormente el Jugador debe aventurarse en las localidades de Mascon y Victim, para obtener poderes mágicos y eliminar a las criaturas que bloquean las salidas de este sector. Esta aventura puede ser descrita como recorrer el "tronco" del World Tree: los mapas son mucho más cerrados, y todos los espacios están bajo techo. El avance en los escenarios se desarrolla verticalmente, hacia arriba, con pocas conexiones laterales. Los tonos de los escenarios son oscuros, con abundancia de rojo y café oscuro. El aire en los escenarios incluso parece viciado.
Después de liberar los caminos, es necesario ir a buscar una armadura mágica en la localidad de Daybreak. Además es necesario revisitar algunas localidades anteriores para obtener ítems especiales. Esta aventura puede ser descrita como explorar las "ramas" del World Tree: los mapas son más abiertos, con muchos pasillos y conexiones laterales, aunque todos están compuestos de canales cerrados. Abundan los tonos verdosos y es posible ver un cielo azul encerrando los escenarios.
Al final, después de haber recuperado las últimas piezas de la armadura mágica, es necesario enfrentar al Rey Duende para terminar la amenaza.

### Localidades
El juego Faxanadu consta de un conjunto de villas o ciudades, separadas por rutas. El listado de las localidades con una breve descripción:
- Primera sección ("raíz" del World Tree):
  - Pueblo inicial: llamado "Eolis" en la versión inglesa del juego, es la capital de los Elfos y está situada cerca de la raíz del World Tree. Aquí el jugador inicia su aventura visitando al Rey.
  - Apolune: un pueblo situado cerca de la raíz del World Tree. Aquí el jugador recibe su primer escudo y ataque mágico, y debe enfrentar al primer jefe para obtener un ítem que permite abrirse camino.
  - Forepaw: en esta ciudad están las raíces del World Tree. Para proseguir su camino, el jugador debe liberar tres fuentes de agua pura que permiten el acceso al árbol propiamente dicho.

- Segunda sección ("Tronco" del World Tree):
  - Mascon: el pueblo encerrado en la niebla eterna, aquí el jugador recibe nuevos ataques mágicos. Es en realidad un lugar de paso, y lo más importante, no hay aquí un "Gurú" para poder meditar un Mantra y salvar el estado del juego.
  - Victim: este pueblo contiene algunos ítems protectivos y cerca de él hay un Mago que le enseña al jugador una clase especial de ataque mágico.
  - Torre de la Nelblina: esta torre escondida en lo más profundo del tronco guarda ítems especiales necesarios para acceder a las "ramas" del World Tree.

- Tercera sección ("Ramas" del World Tree):
  - Conflate: cerca de esta ciudad se encuentran desperdigadas algunas partes que componen la armadura de batalla más poderosa del juego. Más adelante es necesario revisitar esta ciudad para obtener la llave que abre una de las últimas puertas del juego.
  - Daybreak: otra ciudad "de paso", está cerca de las puertas finales del juego. Además tiene en sus tiendas el ataque mágico más poderoso del juego.
  - Castillo de Fraternal: el hogar del Rey Duende, quien ha escondido en alguna parte la espada más poderosa del juego. El jugador debe explorar en profundidad este lugar, que entre otras cosas tiene un "pasillo cíclico", donde las pantallas se repiten después de caminar en un solo sentido continuamente.
  - Dartmor: El laberinto final del juego. Este laberinto está lleno de enemigos y es muy difícil orientarse en él. Al resolver el laberinto, el jugador deberá enfrentar a El Maligno, el enemigo final del juego.

- Datos: Q1398972